# Sericomyrmex
Sericomyrmex es un género de hormigas perteneciente a la familia Formicidae, categorizado en la tribu Attini. Fue descrito por Mayr en 1865.

## Especies
- Sericomyrmex amabilis Wheeler, 1925
- Sericomyrmex aztecus Forel, 1885
- Sericomyrmex beniensis Weber, 1938
- Sericomyrmex bondari Borgmeier, 1937
- Sericomyrmex burchelli Forel, 1905
- Sericomyrmex diego Forel, 1912
- Sericomyrmex harekulli Weber, 1937
- Sericomyrmex impexus Wheeler, 1925
- Sericomyrmex luederwaldti Santschi, 1925
- Sericomyrmex lutzi Wheeler, 1916
- Sericomyrmex maravalhas Ješovnik & Schultz, 2017
- Sericomyrmex mayri Forel, 1912
- Sericomyrmex moreirai Santschi, 1925
- Sericomyrmex myersi Weber, 1937
- Sericomyrmex opacus Mayr, 1865
- Sericomyrmex parvulus Forel, 1912
- Sericomyrmex radioheadi Ješovnik & Schultz, 2017
- Sericomyrmex saramama Ješovnik & Schultz, 2017
- Sericomyrmex saussurei Emery, 1894
- Sericomyrmex scrobifer Forel, 1911
- Sericomyrmex urichi Forel, 1912
- Sericomyrmex zacapanus Wheeler, 1925